# Will Ryan
Will Ryan, all'anagrafe William Frank Ryan (Cleveland, 21 maggio 1949 – Santa Monica, 19 novembre 2021), è stato un doppiatore statunitense.

## Filmografia parziale

### Attore
- Lo gnomo e il poliziotto (A Gnome Named Gnorm), regia di Stan Winston (1990)

### Doppiatore
- Canto di Natale di Topolino (1983)
- Il compleanno di Ih-Oh (1983) – voci: Tappo
- Welcome to Pooh Corner (120 episodi, 1983-1986) – voci: Tappo e Tigro; Ih-Oh (solo la voce cantata)
- I Gummi (47 episodi, 1985-1991)
- I Wuzzles (1 episodio, 1985)
- Fievel sbarca in America (1986) – voci: Digit
- Alla ricerca della Valle Incantata (1988) – voci: Petrie
- Stanley and the Dinosaurs (1989)
- La sirenetta (1989)
- Eddy e la banda del sole luminoso (1989) – voci: Strazio
- Thumbelina - Pollicina (1994) – voci: Eroe
- Le avventure di Stanley (1994) – voci: Boss e Guard
- Hubie all'inseguimento della pietra verde (1995) – voci: Royal e Tika
- House of Mouse - Il Topoclub (5 episodi, 2001-2002)
- Looney Tunes: Back in Action (2003) – voci: Papà Orso
- La casa di Topolino (16 episodi, 2006-2014)
- Tutti in scena! (2013) – voci: Pietro Gambadilegno (dialoghi nuovi)